# Slepič
Slepič (lat. appendix vermiformis) je 6 do 10 cm velik izrastek, ki se pojavi na začetku debelega črevesa oziroma na prehodu iz tankega črevesa v debelega. Najdemo ga tudi v mali medenici, lahko pa celo pod jetri.

## Funkcija
Medicinska literatura v splošnem ne pripisuje slepiču posebne funkcije. Slepič je bogat z limfnimi celicami, ki predstavljajo obrambo pred okužbami, kar namiguje na morebitno vlogo v imunskem sistemu. Ne glede na to, če slepič funkcijo ima ali ne, se lahko normalno odstrani brez kakršnih koli bolezenskih oziroma stranskih učinkov. Z laparoskopijo in laparotomijo so ugotovili, da imajo nekateri ljudje prirojeno odsotnost slepiča. Poročil o tem, da bi imeli motnje v imunskem sistemu ali prebavnem traktu, ni bilo. Običajno se lahko odstrani že z majhnim rezom.
Nekateri strokovnjaki menijo, da je sodeloval pri prebavljanju hrane rastlinskega izvora pri primatih; sčasoma so se ti prilagodili na bolj raznoliko prehrano in slepič se je tekom razvoja pomanjšal, da bi bil zagotovljen prostor želodcu.
Najpogostejša razlaga je, da je slepič zakrnel organ brez posebne vloge. V Zgodbi o evoluciji Joseph McCabe (1867 – 1955) pravi:
Črevesni privesek - v katerem so nekateri sodobni pisci zaman iskali korist - je zožan ostanek velikega in pravilnega črevesa davnega prednika. Ta razlaga bi obstala, četudi bi se našla določena uporaba v človeškem telesu. Zakrneli organi so včasih porinjeni v sekundarno rabo, če se je njihova primarna funkcija sprostila.
Slepič naj bi izhajal iz organa naših oddaljenih rastlinojedih prednikov imenovanega cecum (tudi caecum ali cekum) oziroma slepo črevo. Cecum je ohranjen pri današnjih rastlinojedih, v njem živijo simbiontske bakterije, ki razkrajajo celulozo. To je kemično žilav ogljikov hidrat, za razgradnjo katerega imajo samo določeni sesalci ustrezni encim in ga tako ne morejo vsi izrabiti. Človeški slepič vsebuje zanemarljivo število teh bakterij, zaradi česar je za človeka celuloza neprebavljiva. Kaže, da je slepič izgubil svojo vlogo še preden je človekov prednik razločno postal človek.
Loren G. Martin trdi, da ima slepič vlogo pri zarodkih in odraslih. V slepiču 11 tednov starega zarodka so bile najdene endokrine celice, ki prispevajo k »biološkim nadzornim (homeostatskim) mehanizmom«. Pri odraslih, pravi Martin, služi slepič kot limfni organ.

## Vnetje
Slepič se vname zaradi zaprtja svetline slepiča. Najpogosteje se začne z bolečino v predelu žličke ali sredine trebuha, izgubo apetita in povišano telesno temperaturo. Bolečina se pozneje preseli v desni spodnji del trebuha. Potek bolezni in znaki so lahko zelo neznačilni, še posebej pri otrocih. Zdravljenje je kirurško, v izbranih primerih lahko tudi konservativno z antibiotiki.

## Zdravljenje in operacija
Ob zaznanih simptomih je potrebno ukrepati takoj in nemudoma poiskati zdravniško pomoč. Zdravniki nato na podlagi pacientovih bolečin, laboratorijskih testov in ultrazvoka ocenijo, če je diagnoza res vnetje slepiča.
Vneti slepič se lahko zdravi le kirurško. operacija je v veliki večini primerov uspešna (obstaja 0,1 % možnosti smrti). Do problemov med operacijo pride, če se slepič razlije. Zdravniki zato pravijo, da je ta operacija umazana, saj če se slepič razlije, se lahko raznese po celi trebušni votlini.

## Priloga slik
- Lega McBurneyeve točke (številka 1)
- Zgornja mesenterična arterija in njene veje
- Limfne žleze cecuma in črevesni proces od zadaj
- Limfne žleze debelega črevesa.
- Zgornja ileocecal fossa.
- Notranja ileocecal fossa.
- Notranjost cecuma in spodnji zaključek vzpenjajočega debelega črevesa, prikazujoč krčni zaklop.